# Råå Mekaniska Verkstads AB
Råå Mekaniska Verkstads AB, eller Rååverken, var en svensk mekanisk verkstad med gjuteri på Råå, som grundades 1901 av smederna Arvid Andersson och Janne Lundgren som tidigare drivit en smidesverkstad, reparationsverkstad och mekanisk verkstad på Storgatan 51 på Råå.
Företaget uppförde en fabriksbyggnad vid Rååbaden, omedelbart söder om nuvarande campingplatsen. Där tillverkades bland annat järnvägsvagnar och semaforer. Till exempel levererades till Helsingborgs kopparverks AB omkring 1902 tio öppna järnvägsvagnar och 1905 tio av samma sort till Helsingborg–Råå–Ramlösa Järnväg (HRRJ), som trafikerade den så kallade Decauvillejärnvägen. Kopparverket använde vid denna tid del av Råå hamn som hamn. Verkstaden hade från 1904 ett stickspår till HRRJ. 
Den mångsidige helsingborgsföretagaren August Christell (1879–1934) köpte företaget 1916. Under hans ledning började Rååverken tillverka små personbilar, som kallades "biletter",  av märket Mascot. Tio bilar tillverkades. De första var utrustade med en Husqvarna motorcykelmotor, senare exemplar med motorer av märket Indian. 
Första världskriget medförde problem för företaget, som lades ner 1921. Fabriksbyggnaderna kom senare att hysa AB Packningsindustri. De revs på 1970-talet.